# Georg Erhardt (Mediziner)
Georg Jakob Erhardt (* 30. November 1950 in Langenau) ist ein deutscher Agrarwissenschaftler und Veterinärmediziner. Er ist Professor i. R. für Tierzucht und Haustiergenetik am Fachbereich Agrarwissenschaften, Ökotrophologie und Umweltmanagement der Universität Gießen.

## Leben und Wirken
Georg Erhardt, aufgewachsen auf einem kleinbäuerlichen Betrieb, studierte nach der Mittleren Reife und einer Lehre auf der Domäne Hohebuch (bei Hans-Ulrich Hege) 1969 bis 1972 Landwirtschaft an der Fachhochschule Nürtingen und schloss als Diplomingenieur (FH) ab. Es folgte 1972 das Studium der Veterinärmedizin  an der Justus-Liebig-Universität (JLU) Gießen mit dem Staatsexamen und der Approbation als Tierarzt (1977). Anschließend begann Erhardt als wissenschaftlicher Mitarbeiter in der Arbeitsgruppe Biochemische Genetik am Institut für Tierzucht und Haustiergenetik des damaligen Fachbereichs Veterinärmedizin und Tierzucht der JLU. 1981 promovierte er hier zum Dr. med. vet., wurde Hochschulassistent, später Akademischer Rat und qualifizierte sich zum Fachtierarzt für Zuchthygiene und Besamung.
Es folgten 1991 die Habilitation und die Verleihung der Venia legendi für „Tierzucht und Haltungsbiologie“ am neuen Fachbereich Agrarwissenschaften der JLU, 1992 eine Vertretungsprofessur für Tierhaltung an der Universität Kiel und 1993 für Tierzucht wieder in Gießen. 1994 wurde Erhardt C4-Professor und Lehrstuhlinhaber für Tierzucht und Haustiergenetik im gleichnamigen Institut am neuen Fachbereich Agrarwissenschaften, Ökotrophologie und Umweltsicherung der JLU und 1999 Geschäftsführender Direktor seines Instituts. Er lehnte Rufe an die Christian-Albrechts-Universität zu Kiel auf den Lehrstuhl für Tierhaltung (1992), an die Universität Bonn auf den Lehrstuhl für Tierzucht und Tierhaltung (1993) und an die Universität Rostock auf die Professur für Tierzucht unter gleichzeitiger Leitung des Forschungsinstituts für die Biologie landwirtschaftlicher Nutztiere (FBN) in Dummerstorf (2002) ab. Er war Versuchsbetriebsleiter des Lehr- und Versuchsbetriebs Rudlos (1994–2009) und Leiter der Lehr- und Forschungsstation Oberer Hardthof (1994–2016). Zum 1. April 2016 trat er in den altersmäßigen Ruhestand.

## Würdigung
In seiner Forschung befasste sich Erhardt vor allem mit klassischer Genetik, Genomanalyse, den molekularen Aspekten einzelner tierzüchterischer Merkmale und mit der Biodiversität. In jüngerer Vergangenheit waren Milchproteinvarianten, ihre Bedeutung und Nutzung für die Tierzucht und die menschliche Ernährung von Interesse. Es ging auch um die züchterischen Möglichkeiten der Krankheitsprophylaxe bei Paratuberkulose, Scrapie und Moderhinke sowie die Aufklärung der genetischen Beteiligung bei verschiedenen Krankheiten von Nutz- und Freizeittieren. Dabei zeichneten sich seine Forschungen durch eine hohe Interdisziplinarität unter Einbeziehung der Biotechnologie, nationaler und internationaler Kooperationspartner und durch starke Einwerbung von Drittmitteln aus.
Erhardt unterrichtete die Studenten beider Fachbereiche – Landwirtschaft einschließlich Ökotrophologie sowie Veterinärmedizin. Er war an mehr als 300 Veröffentlichungen in wissenschaftlichen  Zeitschriften beteiligt, präsentierte die Ergebnisse auf über 390 nationalen bzw. internationalen Tagungen zusammen und trug so wesentlich zum schnellen Transfer neuer Erkenntnisse in die Praxis bei. Von ihm wurden 56 Promovenden (Dr. agr.; Dr. oec. troph.; Dr. med. vet.) und 2 Habilitanden betreut.

## Ehrenämter
Erhardt hat und hatte zahlreiche Ehrenämter in nationalen und internationalen, zum Teil wissenschaftlichen Gesellschaften inne.
Besonders zu erwähnen sind:
- Dekan des Fachbereichs Agrarwissenschaften und Umweltsicherung der Justus-Liebig-Universität Gießen (1996–1997)
- Präsident der Gesellschaft für Tierzuchtwissenschaften e.V. (2007–2014)
- Mitglied im Executive Committee der Internationalen Society for Animal Genetics (ISAG, 1988–1996)
- Mitherausgeber (ab 1994), dann Executive Editor des "Animal Breeding and Genetics" (1998–2006)
- Mitglied im Präsidium der Deutschen Gesellschaft für Züchtungskunde (DGfZ)
- Vorstandsmitglied des Dachverbandes für Agrarforschung (DAF),
- Mitglied im Sonderforschungsbereich "Landnutzungskonzept für periphere Regionen"
- Mitglied im Graduiertenkolleg "Molekulare Veterinärmedizin"
- Mitglied im Permanent Komitee für angewandte Genetik bei landwirtschaftlichen Nutztieren (WCGALP, 2002–2010).
- Mitglied im Projekt "Funktionelle Genomanalyse in Tierischen Organismen (FUGATO)"
- Sachverständiger in der Arbeitsgruppe Agrarforschung des Wissenschaftsrates (2004–2006)
- Mitglied im wissenschaftlichen Beirat des Max Rubner-Instituts, Bundesforschungsanstalt für Ernährung und Lebensmittel (MRI, 2009–2016)
- Mitglied im Stiftungsvorstand der Yak-Kamel-Stiftung (seit 2011), seit 2019 Vorsitzender
- Vorsitzender des Ortsvereins Watzenborn-Steinberg der Heimatvereinigung Schiffenberg e.V. (1988–2021, seit 2021 Ehrenvorsitzender)[6]
- 2. Vorsitzender der Hessischen Vereinigung für Tanz- und Trachtenpflege (HVT, 1994–2003)
- Gründungs- und Vorstandsmitglied des Vereins zur Förderung der Forschung im Gesundheitssektor von Lamas und Alpakas e. V. (seit 2016)[7]

## Ehrungen und Auszeichnungen
- 2000: Ehrenbrief des Landes Hessen
- 2014: Auszeichnung mit der Hermann-von-Nathusius-Medaille der Deutschen Gesellschaft für Züchtungskunde
- 2022: Verdienstmedaille des Verdienstordens der Bundesrepublik Deutschland

## Publikationen (Auswahl)
- Zusammenhänge zwischen Zitrat und Lactoferrin in der Milch laktierender und nicht laktierender Kühe sowie nach experimenteller Infektion der Milchdrüsen mit Staphylococcus aureus. Dissertation. FB Vet.medizin, Uni Gießen, 1981. Parey, 1981.
- Anwendungsmöglichkeiten hochauflösender elektrophonetischer Trennverfahren bei tierzüchterischen Fragestellungen. Habilitationsschrift Univ. Gießen, FB Agrarwiss., 1991. Gießen, Wiss. Fachverlag, 1991.
- Professor Gerald F. Stranzinger: a domestic animal genomnics pioneer with a wide range of interests : (on the occasion of his retirement at the 31st of March 2005). Hrsg. Georg Erhardt, Berlin. Blackwell Wiss.-Verlag, 2005.
- Mit Christina Peter: Ein Schaf gleicht dem anderen !? : Die genetische Vielfalt der Schafe Europas im Fokus der Molekulargenetiker. In: Spiegel der Forschung. Wissenschaftsmagazin der JLU Gießen, 23, 2007, S. 76–82.
- Transferrin variants in sheep: Separation and characterization by polyacrylamide gel electrophoresis and isoelectric focusing. In: Anim. Genet. 17, 1986, S. 343–352.
- Molekulare Gendiagnostik bei Nutztieren. In: H. Geldermann (Hrsg.): Tier-Biotechnologie. (= UTB. 8283). Eugen Ulmer, Stuttgart, 2005, S. 485–494.
- Mit Anna Maria Caroli und Stefania Chessa: Invited review: Milk protein polymorphismus in cattle: Effect of animal breeding and human nutrition In: J. Dairy Sci. 92, 2009, S. 5335–5352[8]